# Rozpad gnilny

Gnijąca brzoskwinia fotografowana co około 12 godzin przez okres 6 dni. Z zewnątrz gnijąca brzoskwinia została pokryta przez pleśń

Rozpad gnilny (łac. putrefactio) – zachodzący w warunkach beztlenowych proces rozkładu związków białkowych odbywający się pod wpływem enzymów proteolitycznych wydzielanych głównie przez saprofityczne bakterie gnilne (obecne w dużych ilościach m.in. w przewodzie pokarmowym) oraz niektóre grzyby. Zmiany rozkładowe nakładają się na autolizę pośmiertną organizmów. Jest ważnym ogniwem krążenia materii w przyrodzie.
Wysoka wilgotność i temperatura przyspieszają gnicie, natomiast brak wilgotności i niska temperatura spowalniają, a w niektórych przypadkach nawet całkowicie wstrzymują ten proces.
W wyniku gnicia powstają związki o uciążliwym zapachu, takie jak siarkowodór, skatol, indol, ptomainy, a ostatecznymi produktami mineralizacji białek są: amoniak, wodór, azot, dwutlenek węgla, woda, siarkowodór i prostsze substancje przyswajalne przez rośliny.
Proces gnilny u człowieka rozpoczyna się w przewodzie pokarmowym, głównie w okolicy kątnicy. Pod wpływem siarkowodoru hemoglobina przekształca się w sulfohemoglobinę. Powoduje to zielonkawe zabarwienie dolnych kwadrantów brzucha, silniejsze po prawej stronie. Zielonkawe (szarozielone) zabarwienie obejmuje kolejne części ciała. Reakcja hemoglobiny z siarkowodorem w naczyniach krwionośnych powoduje powstanie tzw. smug dyfuzyjnych, nieostro odgraniczonych brunatnych lub zielonoczarnych pasm wzdłuż przebiegu naczyń krwionośnych. Równocześnie dochodzi do powstawania gazów gnilnych, które doprowadzają do rozdęcia i zniekształcenia zwłok, co nazywane jest gigantyzmem gnilnym Caspra.